# マスミ・ハヤシ
マスミ・ハヤシ（Masumi Hayashi、1945年9月3日 - 2006年8月17日）は、日系アメリカ人の写真家。

## 生涯
アリゾナ州ヒラ・リバーの日系人強制収容所で生まれた。その後ロサンゼルスで育ち、フロリダ州立大学で芸術修士号を取得後、写真家としての活動を行い1980年代にクリーブランドに移り住んだ。長年クリーブランド州立大学の写真科教授を務めた。
彼女は、2006年8月17日に射殺された。容疑者は近所に住む当時29歳の男で、大音量の音楽を流していたことで彼女から苦情を受けていたという。このときに彼女を助けようとした近隣の芸術家ジョン・ジャクソン（当時51歳）も一緒に殺害された。